# Scepter Records
La Scepter Records (o, semplicemente, Scepter) è un'etichetta discografica statunitense fondata da Florence Greenberg nel 1959.

## Storia
Florence Greenberg ha fondato la Scepter Records con un capitale iniziale di $ 4000, che lei ha rilasciato dalla Tiara Records alla Decca Records. In precedenza, la Tiara aveva pubblicato il primo successo del gruppo soul degli Shirelles. Dopo che le Shirelles alla Decca non poterono più ripetere quel successo, decisero di lasciare la Decca. La Greenberg, che aveva sempre diretto le Shirelles, volle finalmente commercializzare le loro canzoni e fondò la Scepter Records.
Nel 1962 fu fondata la controllata Wand Records. Negli anni sessanta, su Scepter, compaiono perlopiù artisti soul come gli Isley Brothers e Dionne Warwick, e non solo; ma anche registrazioni di musica jazz, blues e rock, come quelle di B. J. Thomas, Big Bill Broonzy e Thelonious Monk, più una versione di Venus in Furs.
La Scepter Records si è sviluppata in una società con 75 dipendenti, diverse sezioni gospel e classiche di case editrici e studi di registrazione. Nel 1976, la Scepter Records fu venduta poco prima della bancarotta con perdite considerevoli e Springboard International.

## La Scepter in Italia
In Italia la Scepter è stata presente, come marchio, sin dagli anni sessanta, appoggiandosi alla CGD. Tra i principali artisti, ricordiamo Iva Zanicchi e il gruppo rock progressivo dei Circus 2000.

## Artisti
- Big Bill Broonzy
- Maxine Brown
- B. T. Express
- Circus 2000[1]
- Joey Dee and the Starliters
- The Esquires
- The Guess Who
- Roy Head
- Tommy Hunt
- The Independents
- The Isley Brothers
- Chuch Jackson
- The Kingsmen
- Loretta Long
- LTG Exchange
- Thelonious Monk
- Jimmie Raye
- The Shirelles
- South Shore Commission
- Tammi Terrell
- B. J. Thomas
- Ultra High Frequency
- Dionne Warwick
- Iva Zanicchi[1]